# Ndede
Ndede  est un village de la commune de Massock-Songloulou; située dans le département de la Sanaga-Maritime et la région du Littoral au Cameroun. Il est situé sur la route qui lie Kahn à Bodipo, à 10 km de Kahn.

## Population
En 1967, Ndede comptait 74 habitants, principalement Bassa.
Lors du recensement de 2005, 46 personnes y ont été dénombrées.